# Henk Scholte (zanger)
Henk Scholte (Emmen, 26 juli 1959 – Groningen, 21 februari 2025) was een Nederlands folkzanger, liedjesschrijver, dichter, verhalenverteller, entertainer en presentator.

## Levensloop
Scholte groeide op in Musselkanaal en Stadskanaal, en verhuisde eind jaren 70 naar Groningen. Daar werd hij in de loop der jaren steeds bekender als zanger, maar ook door zijn netwerk en kennis van onder andere lokale en regionale volksmuziek, de Groningse cultuur (zoals de Nedersaksische -, waarvan in het bijzonder de Groningse, streektaal) en cultuur in het algemeen. Zijn bijnaam was Henk Törf of Henkie Törf, verwijzend naar de band Törf waarin hij zanger was. Daarnaast was hij actief in het akoestische Duo BH, samen met mede-Törflid Bert Ridderbos.
Van 1981 tot en met 2015 was hij redacteur van het mede door hem opgerichte Groningse literaire tijdschrift Krödde.
Voor Radio Noord presenteerde hij van 2000 tot zijn pensioen in 2023 dagelijks het programma Twij deuntjes veur ain cent, gewijd aan regionale muziek in de breedste zin van het woord. Het programma dreigde in 2016 te verdwijnen wegens bezuinigingen bij de regionale omroep, maar kon dankzij massale protesten tijdelijk toch behouden blijven.
In april 2009 werd hij Ridder in de Orde van Oranje-Nassau. Scholte overleed na een lang ziekbed op 65-jarige leeftijd.